# Sidensjö
Sidensjö est une localité de la commune d'Örnsköldsvik dans le comté de Västernorrland en Suède.
Sa population était de 374 habitants en 2019.